# Eumorpha intermedia
The Intermediate Sphinx (Eumorpha intermedia) là một loài bướm đêm thuộc họ Sphingidae. Nó sinh sống ở North Carolina, Florida, Mississippi, Louisiana, và nam Texas.
Sải cánh dài 90–98 mm. Nó giống với Eumorpha pandorus và Eumorpha satellitia licaon, nhưng giống loài sau hơn
Con trưởng thành bay từ tháng 4 đến tháng 10. Chúng hút mật nhiều loài hoa khác nhau.
Ấu trùng ăn Ampelopsis arborea và possibly Vitis species.